# Saula Waqa
Saula Waqa (12 de octubre de 1995) es un futbolista fiyiano que juega como delantero en el Ba.

## Carrera
Desde 2013 juega en el Ba, club con el que logró ser el máximo goleador de la Liga de Campeones de la OFC 2015.

### Clubes
| Club                    | País | Año             |
| ----------------------- | ---- | --------------- |
| Ba Football Association | Fiyi | 2013 - Presente |

### Selección nacional
Convirtió dos goles con Fiyi en el Campeonato Sub-20 de la OFC 2014, que le dio la clasificación por primera vez a un torneo FIFA a un seleccionado proveniente del país. Un año después, fue uno de los 21 jugadores convocados para disputar la Copa Mundial de la categoría en Nueva Zelanda. Allí volvió a marcar, esta vez frente a Honduras en la victoria fiyiana por 3-0. Ese mismo año disputó los Juegos del Pacífico con la selección fiyiana sub-23, donde colaboró a la clasificación a los Juegos Olímpicos de Río de Janeiro 2016, en los que jugó únicamente en la derrota de su equipo por 8-0 frente a Corea del Sur.
Con el seleccionado mayor hizo su debut en un amistoso ante las Islas Salomón el 25 de mayo de 2017. Más adelante ese mismo año convirtió su primer gol en un empate 2-2 ante Nueva Caledonia válido por la clasificación para la Copa Mundial de 2018.